# Antywitamina
Antywitamina – antymetabolit, który poprzez podobieństwo strukturalne do określonej witaminy blokuje jej szlak metaboliczny (np. poprzez łączenie się z koenzymami), nie oddziałując bezpośrednio na nią samą. Związki te są stosowane w medycynie (np. jako środki przeciwbakteryjne czy leki przeciwnowotworowe) oraz w badaniach nad metabolizmem witamin.
Przykłady antywitamin:
- dikumarol – inhibitor kompetycyjny witaminy K[2][3][4];
- sulfonamidy – antywitaminy kwasu foliowego[2][4].